# 建築環保評估協會
建築環保評估協會（英語：BEAM Society Limited）為香港獨立非牟利會員機構，也是根據《香港法例》第112章《稅務條例》獲豁免繳稅的慈善機構，會址在九龍塘達之路77號賽馬會環保樓。自2016年起，建築環保評估協會正式成為《防止賄賂條例》界定下的公共機構。 
協會於2009年與建造業議會、商界環保協會和環保建築專業議會聯合成立香港綠色建築議會；於2023年成為粵港澳大灣區綠色建築產業聯盟副主席單位；2024年成為粵港澳大灣區建築科技聯盟副理事長單位；2024年，推出「綠建環評既有建築（全球版）1.0版」，並與13間來自香港以及大灣區的發展商、物業管理公司、院校及國企簽署備忘錄，包括招商蛇口工業區控股股份有限公司、華潤隆地有限公司、華懋集團、英皇國際集團有限公司、鷹君集團有限公司、康業服務有限公司、希慎興業有限公司、啟勝管理服務有限公司、澳門科技大學、新世界發展有限公司、信和置業有限公司、新鴻基地產發展有限公司及太古地產有限公司。 

## 簡介
建築環保評估協會自1996年創立建築環保評估法（BEAM）後，一直致力提升及發展建築環評評估方法，並於2010年推出新版本評估法「綠建環評」（BEAM Plus）。該協會負責評估綠色建築環境並培訓綠建環評從業員——綠建專才（BEAM Pro）與綠建通才（BEAM Affiliate）。綠建環評就建築物在規劃、設計、施工、調試、裝修、管理、運作及維修中各範疇的可持續性，訂立了一套全面的表現準則，並為最終用家釐定一個統一的量化方法，為建築物整體質素作出評級。 目前綠建環評評估工具包括：綠建環評新建建築、綠建環評既有建築、綠建環評既有學校、綠建環評室內建築、綠建環評社區及綠建環評數據中心。

## 成員
該協會主席是蘇鴻輝測量師，行政總裁為何志誠工程師。其他董事及委員會成員可看此 （页面存档备份，存于）。

## 相關
- 香港綠色建築議會[10]，由建築環保評估協會、建造業議會、商界環保協會及環保建築專業議會組成
- 香港建築環境評估標準 (HK Beam Plus)
- 美國環保建築認證 (LEED)
- 美國綠色建築議會

## 外部參考
1. ↑  HK-BEAN Society 會刊 的存檔，存档日期2009-09-20.
2. ↑  . www.hkgbc.org.hk.   [2024-04-26]. （原始内容存档于2024-01-11） （中文（香港））.
3. ↑  . www.beamsociety.org.hk.   [2024-01-11]. （原始内容存档于2024-01-11）.
4. ↑  . zfcxjst.gd.gov.cn.   [2024-01-11]. （原始内容存档于2024-01-25）.
5. ↑  . www.cngbol.net.   [2024-06-13]. （原始内容存档于2024-06-21）.
6. ↑  .   [2022-01-06]. （原始内容存档于2022-01-06）. （页面存档备份，存于）
7. ↑  Suen, Colin. . Capital 資本平台. 2023-12-06  [2024-01-11]. （原始内容存档于2024-01-11） （美国英语）. 外部链接存在于|title= (帮助)
8. ↑  . www.beamsociety.org.hk.   [2025-02-12].
9. ↑  黃金棋. . 香港01. 2021-05-13  [2024-01-11]. （原始内容存档于2024-01-11） （中文（香港））.
10. ↑  . www.hkgbc.org.hk.   [2024-01-11]. （原始内容存档于2024-01-11） （中文（香港））.